# (19570) Jessedouglas
(19570) Jessedouglas ist ein Asteroid des Hauptgürtels, der am 13. Juni 1999 vom italo-amerikanischer Astronomen Paul G. Comba am privaten Prescott-Observatorium (IAU-Code 684) in Arizona entdeckt wurde.
Der Himmelskörper gehört der Vesta-Familie an, einer großen Gruppe von Asteroiden, benannt nach (4) Vesta, dem zweitgrößten Asteroiden und drittgrößten Himmelskörper des Hauptgürtels.
Der Asteroid wurde am 9. März 2001 nach dem US-amerikanischen Mathematiker Jesse Douglas (1897–1965) benannt, der 1930 – und unabhängig von ihm Tibor Radó – das Plateau-Problem, das bereits von Lagrange im 18. Jahrhundert aufgestellt worden war, löste.